# Pirgo
Pirgo o Pirgos (en griego, Πύργος) es el nombre de una antigua ciudad griega de Élide.
La menciona Heródoto, que relata que esta ciudad perteneció al territorio de los caucones, que fueron expulsados por los minias y fundaron seis ciudades entre las que se encontraba Pirgos, junto con Lépreo, Macisto, Frixa, Epión y Nudio. Posteriormente los eleos asolaron la mayoría de estas ciudades, lo que se produjo tras la Tercera Guerra Mesenia, en 460 a. C.
Es citada también por Polibio entre las ciudades de Trifilia que se decidieron aliar con Filipo V de Macedonia en el año 219 a. C. después de que este tomó Sámico.
Es dudoso si es la misma población que la «Pirgos» (Πύργοι) citada por Estrabón como la última localidad de Trifilia, donde desembocaba el río Neda y que limitaba con Ciparisia, que era la primera población de Mesenia.
Se discute el lugar donde debió localizarse: se ha sugerido que debió estar en los lugares de las poblaciones modernas de Agios Ilias, Prasidaki o Bambes.